# Arabe mésopotamien septentrional

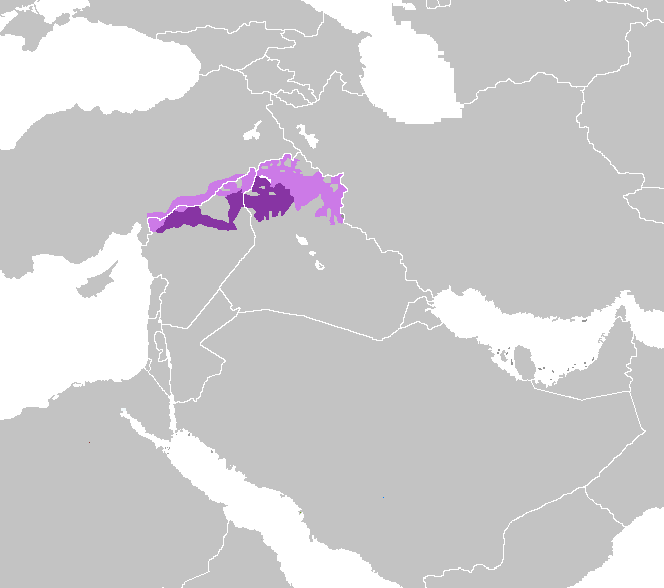
Carte des parlers de l'arabe mésopotamien septentrional.

L'arabe mésopotamien septentrional, également connu sous le nom d'arabe maslawi — qui signifie « de Mossoul » — ou arabe mésopotamien qeltu (arabe : اللهجة الموصلية, al-lahd͡ʒat-ul-mawsˤilija) est une forme dialectale de l'arabe commune dans la région nord de l'Irak et de la Syrie, dans le sud-est de la Turquie et ouest de l'Iran. Il appartient à la branche de l'arabe mésopotamien et a le code de langue ISO 639-3 ayp. Il montre les signes d'une soustraction araméenne (comme d'autres formes de l'arabe mésopotamien et aussi de l'arabe levantin), ainsi que les dialectes sectaires judéo-irakien et chrétien de l'arabe bagdadien. L'arabe maslawi est très différent dans la prononciation et le vocabulaire du dialecte sectaire musulman de l'arabe bagdadien (qui est communément appelé « arabe irakien »).